# Rein Dool
Reinier Arie (Rein) Dool (Leiden, 3 februari 1933) is een Nederlandse kunstenaar die schilderijen, sculpturen en keramiek maakt. In 1958 won hij de tweede prijs van het Van Collemfonds en in 1989 ontving hij de Jeanne Oosting Prijs voor zijn aquarellen.

## Artistieke ontwikkeling
Dool volgde een opleiding aan de Amsterdamse Grafische School. Hij leerde modeltekenen bij het Leidse schildersgenootschap Ars Aemula Naturae, waarvan hij lid was. 
Hij was van 1979 tot 1989 als docent tekenen en lithografie (later ook schilderen) verbonden aan de Koninklijke Academie voor Kunst en Vormgeving in 's-Hertogenbosch. Hij werkte onder meer in het Europees Keramisch Werkcentrum in die stad. Rein Dool exposeerde sinds de jaren 1950 in verschillende Nederlandse galerieën en musea. Het Letterkundig Museum in Den Haag kocht een deel van de door Dool geschilderde portrettenreeks van bevriende schrijvers, onder wie Maarten 't Hart, Maarten Biesheuvel en Ed Leeflang.
Vanaf de jaren 1980 werkte hij steeds meer met gouache en aquarel en werd zijn werk meer en meer gekenmerkt door vereenvoudiging en stilering. Vorm en kleur zijn sindsdien belangrijker in zijn werk dan herkenbare beelden.

## Ophef
Een schilderij dat Dool in 1976-1977 maakte van de leden van het college van bestuur van de Universiteit Leiden, bestaande uit voorzitter K.J. Cath, rector magnificus A.E. Cohen, J.K.M. Gevers, W.G. Koppelaars en H.H. Maas, als ook de secretaris van de universiteit N.F. Hofstee, zorgde eind 2022 voor ophef. Het doek, in permanente bruikleen verkregen van de gemeente Leiden, hing in een niet openbaar toegankelijke vergaderruimte in het Leidse Academiegebouw. Op 10 november 2022 werd het werk 'spontaan' verwijderd door medewerkers van de universiteit, "na klachten over de afbeelding van 'sigaarrokende oude mannen'". De klagers voelden zich "niet gerepresenteerd" door het werk. Enkele dagen later werd het teruggeplaatst. Er werd een multidisciplinaire weg gekozen om over de toekomst van het schilderij te beslissen: een zeer breed en 'divers' samengestelde commissie zou worden ingesteld om zich te buigen over de vraag "wat de beste aanpak is om het werk beter tot zijn recht te laten komen".

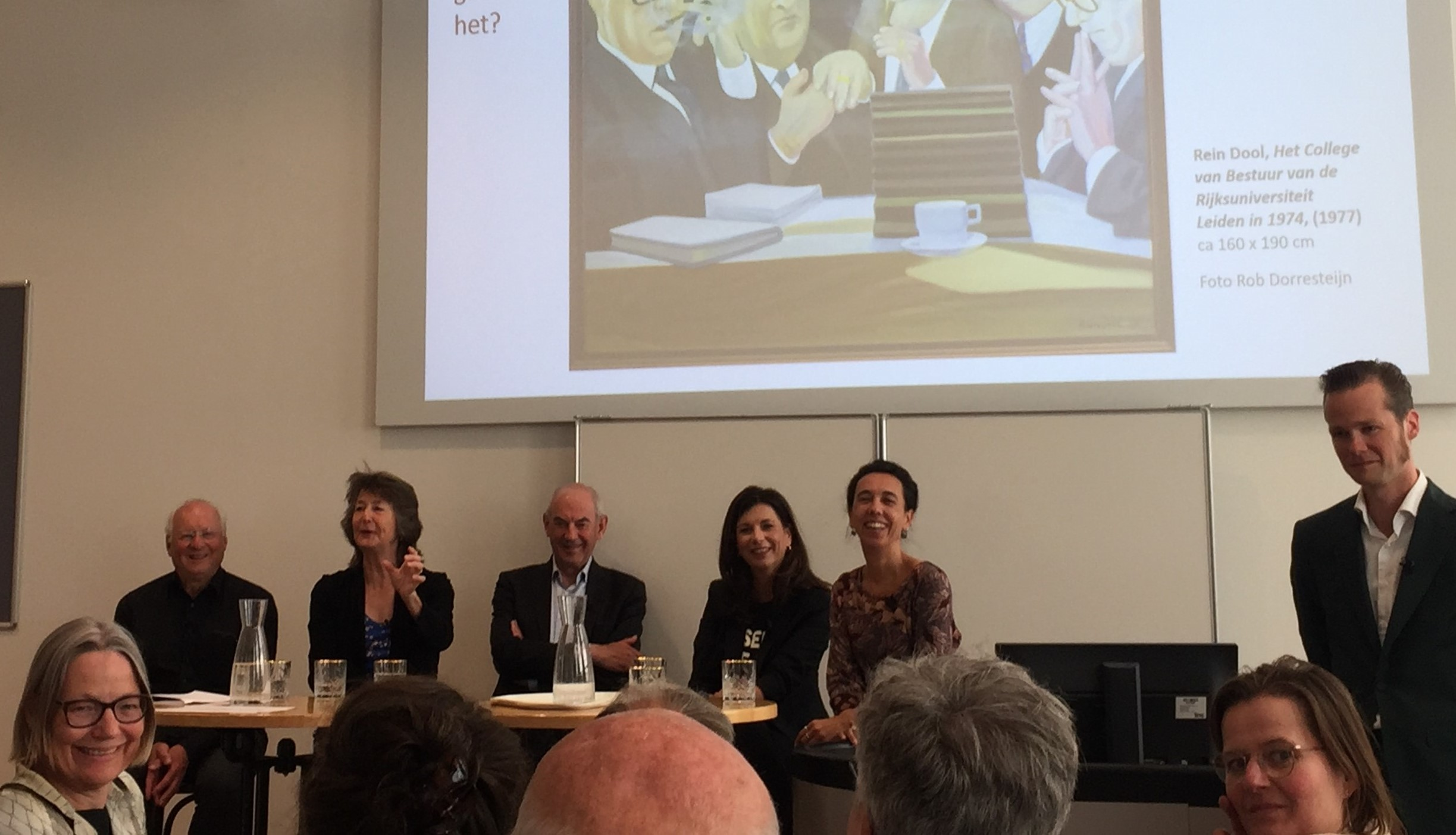
Debat over de "rokende witte oude mannen" in Leiden (mei 2023), met Hester Bijl, Floris Cohen, Kitty Zijlmans, Job Cohen, Margriet Schavemaker, Judi Mesman en Pieter Slaman.

Rein Dool zelf reageerde verbolgen op het incident, maar toonde zich tevreden over de aandacht die het schilderij hierdoor kreeg. In de landelijke media kreeg de zaak veel aandacht, met meestal negatieve oordelen over de actie van de universiteit. Hierbij viel de nadruk op de betekenis en achtergrond van sommige geportretteerden, meer dan op het kunstenaarschap van Rein Dool. Ook buiten Nederland trok het incident met het schilderij de aandacht.
De commissie deed in mei 2023 uitspraak over het schilderij. Het advies was om "het schilderij een prominente plek te geven in het Leidse Academiegebouw waar mensen het ook echt kunnen zien, maar wel met een duidelijk verhaal erbij". De universiteit besloot conform. Dool zelf gaf te kennen blij te zijn met de belofte het doek "prominent" te laten hangen, maar was teleurgesteld "dat niemand het heeft gehad over de betekenis van de kunst. Hoe het is geschilderd. Daar moet dit over gaan". Volgens hem gaf het geen pas schilderijen te zien als politieke instrumenten. In januari 2024 werd het doek verplaatst naar de Receptieruimte van het Academiegebouw, waar het beter tot zijn recht zou kunnen komen; naast het schilderij werd een uitgebreide toelichting geplaatst. De toelichting vermeldt onder meer: "[het schilderij] als symbool voor een door witte mannen gedomineerde wereld strookte niet meer met het huidige zelfbeeld van medewerkers, studenten en bestuur."